# Tiffany Taylor (playmate)
Tiffany Taylor (Leesburg, Virginia, 17 de julio de 1977) es una modelo y playmate del mes de noviembre de 1998.

## Biografía
Tiffany asistió al Loudoun Country Day School desde la etapa preescolar hasta el séptimo grado. A los diez años, sus padres se divorciaron, concediéndosele la custodia a su padre. Después ingresó a la Escuela "Connelly School of the Holy Child" en Potomac (Maryland). Tiffany trabajó como mesera en Hooters y al mismo tiempo decidía dedicarse al modelaje. 
Fue elegida playmate del mes de noviembre de 1998 en la revista Playboy. Sin embargo, ella ya trabajaba con la revista desde 1997.
En julio de 2002, Taylor se graduó de la Universidad de Maryland "College Park" con el título de: Criminología y justicia penal.
También ha actuado en series de televisión, generalmente interpretando personajes relacionados con la criminología.